# Burg Lauerens
Die Burg Lauerens ist ein abgegangener ostfriesischer Häuptlingssitz bei Landeswarfen im Ortsteil Hohenkirchen der Gemeinde Wangerland im Landkreis Friesland in Niedersachsen. Die Burg kontrollierte den Zugang nach Hohenkirchen über den Wangerweg zu Lande und über die Harlebucht zu Wasser.

## Geschichte
Als Besitzer der Burg Lauerens ist seit 1294 eine Familie mit Namen Hilderadus oder Hillert in den Quellen nachgewiesen. 1354 war Hilderadus de Lowrinze einer der Richter im Lande Östringen und im Wangerland. Die  Familie starb zu Beginn des 15. Jahrhunderts mit Hildert Meyene aus, der sich 1400 Häuptling von Lauerens nannte. Ihre Nachfolger im Besitz der Burg waren um die Mitte des 15. Jahrhunderts die Kankena von Wittmund und danach die Lübben aus Rodenkirchen. Über eine Erbtochter gelangte das Burgareal an die Familie des Landrichters Hillert Popken. Hillert war im 16. Jahrhundert Landrichter in Jever und lenkte zusammen mit dem Kanzler Remmer von Seediek das Land unter der Regentschaft Fräulein Marias von Jever. Wann die Burg abgegangen ist, lässt sich aufgrund fehlender Quellen nicht angeben.

## Beschreibung
Die Nordost-Südwest orientierte ehemalige Burganlage ist heute als Erhebung erkennbar, die in zwei, nur durch eine 1 m tiefe Einsattelung voneinander getrennte Hügel unterteilt ist. Die im Nordosten gelegene, ovale Hauptburg weist Größe von ca. 60 × 50 m auf und ist noch ca. 2 m hoch erhalten. Der runde und niedrigere Vorburghügel besitzt einen Durchmesser von ca. 50 m. Beide Hügel sind von einem rechteckigen Graben umgeben, der von einem Bach gespeist wurde. Ein Wall ist nicht mehr vorhanden. Der größere Hügel trug ursprünglich ein Steinhaus, wie die Funde von Ziegelsteinen belegen.